# Cyclophora occidentalis
Cyclophora occidentalis là một loài bướm đêm trong họ Geometridae.